# 何新贵
何新贵（1938年10月26日—），男，浙江浦江人，中国计算机软件工作者，中国工程院院士。

## 生平
2001年，获选中国工程院信息与电子工程学部院士。